# Valentin Valentinovici Ivanov
Valentin Valentinovici Ivanov (rusă Валентин Валентинович Иванов; n. 4 iulie 1961, Moscova, RSFS Rusă, URSS) este un arbitru rus de fotbal internațional și fost jucător de fotbal. Este cunoscut în special pentru caracterul drastic de arbitrare a meciurilor. 

El este fiul a doi campioni olimpici din 1956, Valentin Kozmici Ivanov și Lidia Ivanova, și în prezent locuiește în Moscova unde activează ca profesor de educație fizică.
Ca jucător, el a ajuns în finala Cupei URSS în 1983.
El vorbește rusa și engleza, și este arbitru internațional din 1 ianuarie 1997. Primul său meci internațional de fotbal arbitrat a fost cel dinte Luxemburg și Polonia din 1999. Înainte de calificare el a fost arbitru asistent și a oficiat 3 meciuri la Campionatul Mondial de Fotbal 1994.

## Campionatul Mondial de Fotbal 2006
Campionatul Mondial de Fotbal 2006 a fost ultima competiție internațională majoră pentru Valentin Ivanov, întrucât pe 4 iulie el atinse vârsta obligatorie de pensionare de 45 de ani, pentru arbitrii FIFA. În faza optimilor de finală ale turneului, în meciul dintre Portugalia și Țările de Jos, el a acordat 16 cartonașe galbene și 4 cartonașe roșii. Cele 16 avertizări au egalat recordul Campionatelor Mondiale, stabilit la Campionatul Mondial de Fotbal 2002 de arbitrul spaniol Antonio López Nieto, în timp ce, cele patru eliminări (toate survenite în urma celui de-al doilea avertisment per jucător) au stabilit un nou record al Campionatului Mondial. Costinha și Deco au fost eliminați din echipa Portugaliei, iar Khalid Boulahrouz șid Giovanni van Bronckhorst de la olandezi. Echipa Țărilor de Jos a primit 7 avertizări, iar Portugalia - nouă (un nou record mondial al Campionatului Mondial la numărul de cartonașe galbene acordate unei singure echipe). Mai târziu președintele FIFA, Sepp Blatter a sugerat că ”Ivanov trebuia să-și acorde sie însuși un cartonaș galben pentru perfomanța slabă arătată pe parcursul meciului”. Ulterior Sepp Blatter a regretat aceste cuvinte și a promis scuze oficiale.

## Statistici

### Statistica meciurilor internaționale
| Eveniment                                   | Meciuri | Cartonaș galben | Cartonaș galben · Cartonaș galben-roșu | Cartonaș roșu |
| ------------------------------------------- | ------- | --------------- | -------------------------------------- | ------------- |
| Amicale                                     | 1       | 0               | 0                                      | 0             |
| Cupa UEFA                                   | 1       | 1               | 0                                      | 0             |
| Liga Campionilor UEFA                       | 21      | 64              | 2                                      | 1             |
| Cupa Confederațiilor FIFA 2003              | 2       | 4               | 0                                      | 0             |
| Campionatul Mondial al Cluburilor FIFA 2003 | 1       | 3               | 0                                      | 0             |
| Preliminariile EURO 2004                    | 3       | 10              | 0                                      | 0             |
| Campionatul European de Fotbal 2004         | 3       | 12              | 1                                      | 0             |
| Calificările pentru CMF 2006                | 4       | 20              | 0                                      | 0             |
| Campionatul Mondial de Fotbal 2006          | 3       | 33              | 4                                      | 0             |
| Totaal                                      | 36      | 130             | 7                                      | 1             |

* La 26 iunie 2006

## Legături externe
- Profile on ratetheref.net Arhivat în 29 decembrie 2006, la Wayback Machine.
- Interview Arhivat în 29 septembrie 2007, la Wayback Machine. with the newspaper Izvestiya, 27 iunie 2006. ru